# Eleccions municipals de València de 1979
Les eleccions municipals de València de 1979 van ser les primeres eleccions municipals del període democràtic segons l'ordenament jurídic de la Constitució Espanyola de 1978 i van correspondre a la Ira Legislatura municipal espanyola. Es van celebrar el diumenge 3 d'abril de 1979 i els electors van triar 33 regidors per a la corporació municipal.
Aquestes eleccions van suposar la estreta victòria de la Unió de Centre Democràtic front al Partit Socialista del País Valencià-PSOE per un mínim marge de vots. Ambdues candidatures van obtindre el mateix nombre d'escons, 13. En tercer lloc els comunistes que amb un 15,96 percent dels vots van obtindre 6 escons. La Unió Regional Valenciana, candidatura encapçalada pel net del literat valencià Vicente Blasco Ibáñez, Vicente Blasco-Ibáñez Tortosa, que amb un 5,11 percent dels vots va obtindre 1 escó.
En aquestes primeres eleccions municipals també es van presentar algunes formacions que no obtingueren representació com el Moviment Comunista del País Valencià i el Partit Nacionalista del País Valencià que posteriorment s'unirien per formar la Unitat del Poble Valencià (embrió de la Coalició Compromís).
Els centristes de l'UCD van guanyar majoritàriament als districtes del centre de la ciutat com Ciutat Vella o l'Eixample tradicionalment burgesos i tambe als Pobles del Nord però sense tanta força. En la resta dels districtes de la ciutat va guanyar el candidat socialista, especialment en barris treballadors com a Rascanya o als Pobles de l'Oest. Els candidats comunistes i regionalistes no van aconseguir imposarse en cap districte.
El candidat del PSOE, Ferran Martínez Castellano va ser elegit Alcalde de València amb els vots a favor dels comunistes i els vots en contra dels centristes i els regionalistes.

## Candidatures

### Unió de Centre Democràtic
- Candidat a alcaldable: José Luis Manglano de Mas

### Partit Socialista del País Valencià-PSOE
- Candidat a alcaldable: Ferran Martínez Castellano

### Partit Comunista d'Espanya
- Candidat a alcaldable: Juan Pedro Zamora Suárez

### Unió Regional Valenciana
- Candidat a alcaldable: Vicente Blasco-Ibáñez Tortosa

## Sistema electoral
El Consell Municipal de València és l'organisme de primer ordre de govern del municipi de València i està compost per l'Alcalde, el govern municipal i la resta de regidors electes. Les eleccions municipals es realitzen per sufragi universal, que permet votar a tots els ciutadans de més de 18 anys, empadronats al municipi de València i que tenen l'absolut manteniment dels seus drets civils i polítics.
Els regidors són triats per la Regla D'Hondt en llistes electorals tancades i per representació proporcional amb una tanca electoral del 5 percent dels vots, inclosos les paperetes en blanc. Els partits que no aconseguisquen el 5 percent dels vots no obtindran representació a la cambra municipal.
L'Alcalde es triat pels regidors electes. Segons la llei electoral, si no hi haguera una majoria clara per investir l'alcalde, s'investiria el candidat de la candidatura més votada.
La llei electoral preveu que els partits, coalicions, federacions i agrupacions d'electors puguen presentar llistes amb els seus candidats. Les Agrupacions d'Electors hauran de presentar les signatures d'un 0,1 percent dels electors empadronats al municipi durant els mesos previs a les eleccions. Els electors poden firmar en més d'una de les llistes de cada candidatura. Actualment, els partits i coalicions que volen presentar-se a les eleccions ho han de comunicar a les autoritats competents (Junta Electoral) en un termini de 10 dies des de l'anunci de convocatòria d'eleccions.

## Resultats
|                |                                                                     |         |       |      |        |        |
| Candidatures   | Candidatures                                                        | Vots    | Vots  | Vots | Escons | Escons |
| Candidatures   | Candidatures                                                        | Vots    | %     | ±pp  | Total  | +/−    |
|                | Unió de Centre Democràtic (UCD)                                     | 124.683 | 36,76 | n/a  | 13     | n/a    |
|                | Partit Socialista Obrer Espanyol (PSPV-PSOE)                        | 122.482 | 36,11 | n/a  | 13     | n/a    |
|                | Partit Comunista d'Espanya (PCE)                                    | 54.124  | 15,96 | n/a  | 6      | n/a    |
|                | Unió Regional Valenciana (URV)                                      | 17.342  | 5,11  | n/a  | 1      | n/a    |
|                |                                                                     |         |       |      |        |        |
|                | Moviment Comunista del País Valencià (MCPV)                         | 4.131   | 1,22  | n/a  | 0      | n/a    |
|                | Partit Nacionalista del País Valencià (PNPV)                        | 4.010   | 1,18  | n/a  | 0      | n/a    |
|                | Organització Revolucionària dels Treballadors (ORT)                 | 2.838   | 0,84  | n/a  | 0      | n/a    |
|                | Partit Comunista dels Treballadors (PCT)                            | 1.820   | 0,54  | n/a  | 0      | n/a    |
|                | Unificació Comunista d'Espanya (UCE)                                | 1.656   | 0,49  | n/a  | 0      | n/a    |
|                | Aliança Republicana Socialista-Front Valencià (ARSFV)               | 1.394   | 0,41  | n/a  | 0      | n/a    |
|                | Esquerra Republicana (IR)                                           | 1.313   | 0,39  | n/a  | 0      | n/a    |
|                | Bloc d'Esquerra d'Alliberament Nacional del País Valencià (BEAN-PV) | 1.181   | 0,35  | n/a  | 0      | n/a    |
|                | Partit Liberal (PL)                                                 | 618     | 0,18  | n/a  | 0      | n/a    |
|                | Lliga Comunista Revolucionària (LCR)                                | 508     | 0,15  | n/a  | 0      | n/a    |
| Blanc          | Blanc                                                               | 1.102   | 0,32  | n/a  |        |        |
|                |                                                                     |         |       |      |        |        |
| Total          | Total                                                               | 339.202 |       |      | 33     | n/a    |
|                |                                                                     |         |       |      |        |        |
| Vots vàlids    | Vots vàlids                                                         | 339.202 | 98,56 | n/a  |        |        |
| Vots invàlids  | Vots invàlids                                                       | 4.943   | 1,44  | n/a  |        |        |
| Participació   | Participació                                                        | 344.145 | 62,34 | n/a  |        |        |
| Abstencions    | Abstencions                                                         | 207.889 | 37,66 | n/a  |        |        |
| Cens electoral | Cens electoral                                                      | 552.034 |       |      |        |        |
|                |                                                                     |         |       |      |        |        |
| Fonts          |                                                                     |         |       |      |        |        |

## Votació de l'Alcalde
| Resultat de la votació d'investidura de l'Alcalde de València Majoria absoluta: 17/33 |                                                        |                              |    |    |   |   |         |
| Candidat                                                                              | Data                                                   | Vot                          |    |    |   |   | Total   |
| Ferran Martínez Castellano (PSPV-PSOE)                                                | 19 d'abril de 1979 Majoria requerida: Absoluta (17/33) | 1                            |    | 13 | 6 |   | 19 / 33 |
| Ferran Martínez Castellano (PSPV-PSOE)                                                | 19 d'abril de 1979 Majoria requerida: Absoluta (17/33) | No                           | 13 |    |   | 1 | 14 / 33 |
| Ferran Martínez Castellano (PSPV-PSOE)                                                | 19 d'abril de 1979 Majoria requerida: Absoluta (17/33) | Font: Ajuntament de València |    |    |   |   |         |